# Pachybracon sarikensis
Pachybracon sarikensis är en stekelart som först beskrevs av Cameron och Embrik Strand 1912.  Pachybracon sarikensis ingår i släktet Pachybracon och familjen bracksteklar. Inga underarter finns listade i Catalogue of Life.